# One Heart
One Heart ist ein Song des deutschen Dance-Projekts R.I.O. Er wurde als Einzel-Single am 4. Februar 2010, als Doppel-Single mit Can You Feel It am 9. April 2010 und als Dreier-Single mit Can You Feel It und Lay Down am 16. April 2010 veröffentlicht. One Heart konnte nur als Einzel-Single in den Niederlanden die Charts erreichen.

## Zusammensetzung & Mitwirkende
One Heart enthält viele Musikrichtungen. Man könnte den Song sowohl in die Kategorie House als auch in die Kategorie Pop einordnen. One Heart wurde von Yann Pfeifer, Manuel Reuter, Sven Petersen, D. Alexander und Andres Ballinas komponiert und geschrieben. Das Lied wurde von Yanou und Manian produziert und über ihr eigenes Label Zooland Records veröffentlicht. Tony T. ist der Sänger des Songs. Instrumental sind es ausschließlich Synthesizerelemente, die von Manian und Yanou stammen.

## Versionen und Remixe
1. Dutch Radio Edit – 3:36
2. Extended Mix – 5:37

## Chartplatzierungen
Der Song erreichte in den Niederlanden als Einzel-Single Platz 24 der Top-40 und war dort 5 Wochen vertreten.